# Tatort: Finderlohn
Finderlohn ist ein Fernsehfilm aus der Fernseh-Kriminalreihe Tatort der ARD und des ORF. Der Film wurde vom SWF produziert und am 24. April 1977 zum ersten Mal gesendet. Es ist die 74. Folge der Tatort-Reihe, der fünfte und letzte Fall für Kommissar Gerber (Heinz Schimmelpfennig), der hier von seinem Assistenten Ihle (Peter Bongartz) unterstützt wird.

## Handlung
Bei einem Autounfall auf einer Rheinuferstraße in der Nähe von Baden-Baden wird die Pariserin Sonja Goday getötet. Ein havarierter Lastkahn liegt in der Nähe im Rhein vor Anker, und Magda, die Tochter des Kapitäns, und ihre Freundin Anette eilen zu dem Autowrack. Sie sehen, dass die Frau tot ist, und Magda steckt deren Kosmetiktäschchen ein. Kommissar Gerber erkennt in der Toten die seit zwei Jahren totgeglaubte Gattin des Ex-Bankiers Dr. Martin Schmetz, der damals 8 Millionen Mark unterschlug. Das Ehepaar Schmetz war angeblich bei einem Jacht-Urlaub auf den Bahamas ertrunken, jedoch wurden die Leichen nie gefunden. Die Polizei glaubt zunächst an einen Mordanschlag, kommt dann aber zu dem Schluss, dass die Frau die Kontrolle über das Fahrzeug verloren hatte, nachdem ihr der Zigarettenanzünder heruntergefallen war. Kommissar Gerber glaubt nun aber, dass er dem Bankier Schmetz und dem unterschlagenen Geld auf die Spur kommen kann. Am nächsten Tag steht die ganze Geschichte in der Zeitung, mit einem Foto von dem flüchtigen Schmetz.
Im Kosmetiktäschchen findet Magda das Notizbuch der Toten und sieht, dass diese sich am nächsten Tag mit „M.“ im Majestic Hotel in Straßburg verabredet hatte. Sie ist sicher, dass „M.“ für Martin steht, und überredet Anette nach Straßburg zu fahren, um den 8-Millionen-schweren Bankier ausfindig zu machen. Beide Frauen träumen vom großen Reichtum und sagen der Polizei nichts davon. Anette findet Schmetz, der sich als Gaston Boudin aus Luxemburg ausgibt, und bandelt mit ihm an. Sie versichert ihm, dass sie ihn nicht verraten oder erpressen will, sondern dass sie ältere Männer mag und sich auf den ersten Blick in ihn verliebt habe. Schmetz akzeptiert Anettes Erklärung und verspricht falsche Papiere zu besorgen, so dass sich beide unerkannt ins Ausland absetzen können. Er lässt Anette einen Brief an Magda schreiben, in dem sie behauptet, den Mann ihres Lebens gefunden zu haben und dass sie nicht mehr auf den Lastkahn zurückkäme, dass es sich bei „M.“ aber nicht um Schmetz gehandelt haben kann, da dieser nicht erschienen sei.
Nach dem Erhalt des Briefes wird Magda misstrauisch. Sie fährt nach Straßburg, wobei sie der Polizist Eckerle, der sie beschatten soll, im Auto mitnimmt, und sieht Schmetz und Anette beim Essen im Majestic. Anette kommt das plötzliche Auftauchen von Magda sehr ungelegen und sie verspricht Magda, später alles zu erklären. Am Nachmittag geht Schmetz aus, um die falschen Papiere abzuholen. Magda kommt ins Hotelzimmer, während Anette ein Bad nimmt. Magda beklagt sich, dass Anette das ganze Geld für sich haben wolle. Anette hingegen behauptet, dass es ihr gar nicht ums Geld ginge und dass sie wirklich verliebt sei. Sie könne schließlich nichts dafür, dass die Männer ihr nachliefen und sich vor Magda ekelten. Da dreht Magda durch und ertränkt Anette in der Badewanne. Kurz darauf kommt Schmetz zurück.
Eckerle hat inzwischen Gerber informiert, dass Schmetz im Majestic in Straßburg ist, und Gerber kommt mit der französischen Polizei ins Hotel. Magda beschuldigt Schmetz, Anette umgebracht zu haben. Schmetz wird verhaftet, aber dann merkt Gerber, dass Magdas Ärmel nass sind, und die von Schmetz trocken. So ist auch für Magda der Traum vom großen Geld vorbei.